# Kreis Nordfriesland
Der Kreis Nordfriesland (dänisch Nordfrisland, nordfriesisch Nordfraschlönj / Nordfriislon / Nuurdfriisklun / Nuurðfriislön, niederdeutsch Noordfreesland) ist der nördlichste Landkreis Deutschlands. Zugleich ist Nordfriesland historisch namensstiftend die Heimat der Minderheit der Nordfriesen. Im Kreisgebiet lebt traditionell ebenso die Minderheit der dänischen Südschleswiger. Mit gleich fünf traditionell im Kreisgebiet gesprochenen Sprachen und Dialekten (Deutsch, Plattdeutsch, Dänisch, Südjütisch und Nordfriesisch) gilt Nordfriesland als der sprachenreichste Kreis Deutschlands.
Der Zuschnitt des heutigen Kreisgebiets ist in seiner Lage nicht identisch mit jener der kulturgeografischen Region Nordfriesland. Letztere bildet primär das historische Siedlungsgebiet der hierher eingewanderten Friesen ab – es ist somit etwa ein Drittel kleiner, umfasst zugleich aber auch die politisch zum Kreis Pinneberg gehörige Insel Helgoland.
Ferner ist er zu unterscheiden vom Landkreis Friesland im Nordwesten von Niedersachsen.

## Geographie

### Geographische Lage
Das Kreisgebiet Nordfrieslands bildet den nördlich der Eidermündung gelegenen Bereich an der Nordseeküste Schleswig-Holsteins (auch Westküste genannt). Es umfasst dabei sowohl den Bereich des sogenannten Festlands an der schleswig-holsteinischen Westküste, wie auch die zersplitterten Nordfriesischen Inseln und Halligen im Bereich der historischen Uthlande des Nordfriesischen Wattenmeers. Dieser Raum ist, vor allem im Bereich des historischen Strandes sowie des Heverstroms, seit dem Mittelalter durch verheerende Sturmfluten (z. B. Zweite Marcellusflut und Burchardiflut) und mehrfacher, gezielter Landgewinnung vielfach umgestaltet worden.
Die politischen Grenzen des Kreisgebiets auf dem Festland folgen in weiten Bereichen angrenzenden Flussläufen. Im Norden ist dies die Wiedau und, weiter östlich, deren linksseitiger Zufluss Süderau. Gemeinsam bilden sie gleichzeitig die Deutsch-dänische Grenze ab. Im Osten bildet grob der Flusslauf der Treene den Übergang zum Kreisgebiet Schleswig-Flensburgs. Grenzfluss im Süden ist die Eider. Jenseits dieser befindet sich der Kreis Dithmarschen. Im Zuge der Gründung des heutigen Kreises wurden anteilig die im Westteil gelegenen Gemeinden der Landschaft Stapelholm dem nordfriesischen Kreisgebiet zugeschlagen, wohingegen vom Altkreis Südtondern die Gemeinden des Amts Medelby dem neuen östlichen Nachbarkreis Schleswig-Flensburg zugeschlagen wurde.
Der nördlichste Punkt auf der Insel Sylt im Bereich des Ellenbogens bildet zugleich den nördlichsten Punkt der Bundesrepublik Deutschland. Dieser befindet sich bereits auf Höhe des Staatsgebietes von Dänemark und ist der Halbinsel Jütland westlich vorgelagert.
Die höchsten Erhebungen innerhalb des Kreisgebiets sind der Sandesberg in der Gemeinde Ostenfeld mit 54 m ü. NHN und die Uwe-Düne in Kampen auf Sylt mit 52,5 m ü. NHN.

### Geologie
Der Kreis hat, geomorphologisch gesehen, Anteile an den folgenden Naturräumen:
- Marsch und
- Geest

Das Wattenmeer wird trotz seiner geologischen Eigenheit und ausgedehnten Fläche nicht als eigener Naturraum angesehen.

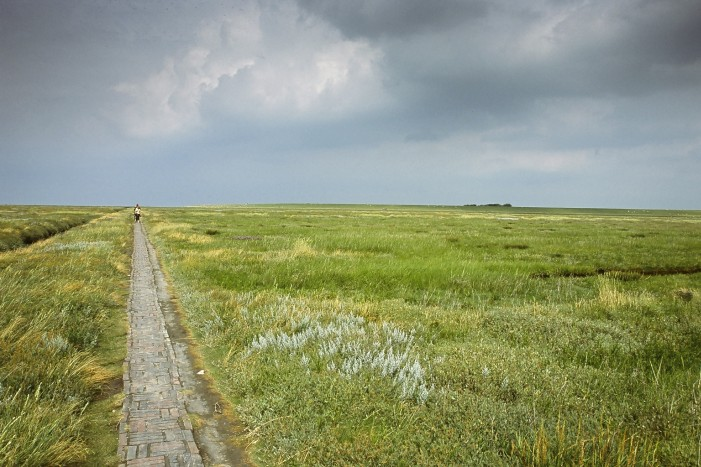
Marsch in Eiderstedt

Die Inselwelt des Wattenmeeres ist in weiten Bereichen Überbleibsel ehemals untergegangenen Kulturlandes (siehe: Uthlande). Der Küstenstreifen ist nach einem vom Küstenmorphologen Hartmut Valentin konzipierten Schema eine im Verhältnis mehrheitlich zurückgewichene Küste. Die Inseln lassen sich einteilen in Geestkerninseln (Sylt, Amrum und Föhr), die Marschinsel Pellworm, die aus Marsch bestehende Halbinsel Nordstrand und die ebenfalls aus Marsch bestehenden Halligen. Die Halbinsel Eiderstedt bildet den Südteil des Kreises. Das nordfriesische Wattenmeer ist Teil des Nationalparks Schleswig-Holsteinisches Wattenmeer.
Die Geographie des Kreises wurde in ihren Grundzügen durch die Eiszeiten geprägt. Besonders die Küstenlinie aber verändert sich dynamisch, wobei anders als im südlichen Kreis Dithmarschen trotz menschlicher Landgewinnung in den letzten Jahrhunderten mehr Land an die See verloren ging als zurückgewonnen werden konnte. Besonders Sturmfluten wie die Zweite Marcellusflut 1362 (Grote Mandränke) überfluteten weite Marschgebiete und rissen diese ins Meer. Ihr fiel auch der Ort Rungholt zum Opfer.
In Nordfriesland gibt es 33 Naturschutzgebiete, die 9,21 % der Landfläche einnehmen. Von den insgesamt 441.000 Hektar des Nationalparks Schleswig-Holsteinisches Wattenmeer liegen 176.290 Hektar auf nordfriesischem Gebiet.

#### Geestkerninseln
Die Inseln Sylt, Föhr und Amrum sind weitgehend auf eiszeitlichen Geestkernen aufgebaut. Die höchsten Erhebungen auf Sylt und Amrum sind Dünen. Dazu haben die drei Inseln Marschflächen, von denen die meisten eingedeicht sind.

#### Marschinseln und Halligen

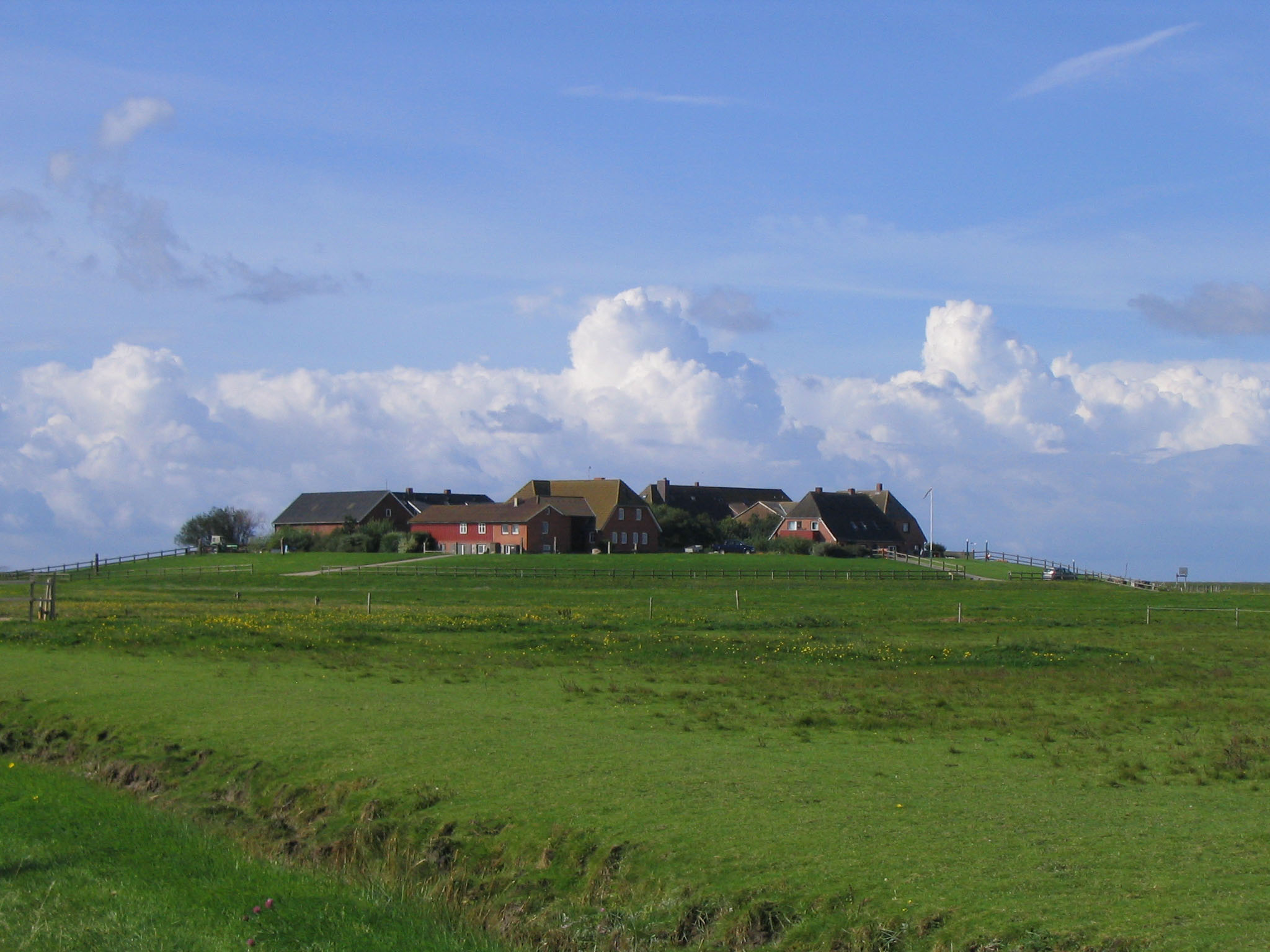
Ockelützwarft auf Hallig Hooge

Die Marschinseln und Halligen haben keinen Geestkern, sondern bestehen nur aus der später entstandenen Marsch. Land und Meer sind hier in ständiger Bewegung. Besonders die Flächen im Bereich der ehemaligen Insel Strand verändern sich ständig. Seit dem Deichschluss am Beltringharder Koog besteht das Gebiet aus der nunmehrigen Halbinsel Nordstrand, der Insel Pellworm und den Halligen Langeneß, Oland, Gröde, Habel, Hamburger Hallig, Nordstrandischmoor, Hooge, Norderoog, Süderoog und Südfall. Dem Gebiet ist eine Linie aus Sanden vorgelagert, die mit dem einen Kilometer breiten Amrumer Kniepsand beginnt, sich über diverse Sande im Meer wie den Norderoogsand und den Süderoogsand erstreckt und im weiten Sandstrand von Sankt Peter-Ording ausläuft. Durch das Wattenmeer verlaufen in diesem Gebiet zahlreiche bis zu 20 Meter tiefe Wattströme, die das Watt und das Fundament von Halligen und Inseln angreifen. Bedeutendster davon ist die Hever zwischen Nordstrand und Eiderstedt (Süderhever) sowie Nordstrand und Pellworm (Norderhever). Der Nordteil des Stroms bildete sich erst nach der Burchardiflut und trug maßgeblich dazu bei, die beiden Teile Alt-Nordstrands auseinanderzureißen. Da er weiter eine starke Strömung hatte, gab es Bestrebungen des Küstenschutzes, wieder einen Damm zwischen Nordstrand und Pellworm zu errichten, um den Strom zu durchdämmen. In den letzten Jahren hat er sich aber beruhigt, so dass das Projekt im aktuellen Generalplan Küstenschutz (Stand: 2005) nicht mehr umgesetzt werden soll.

#### Marschgebiete auf dem Festland

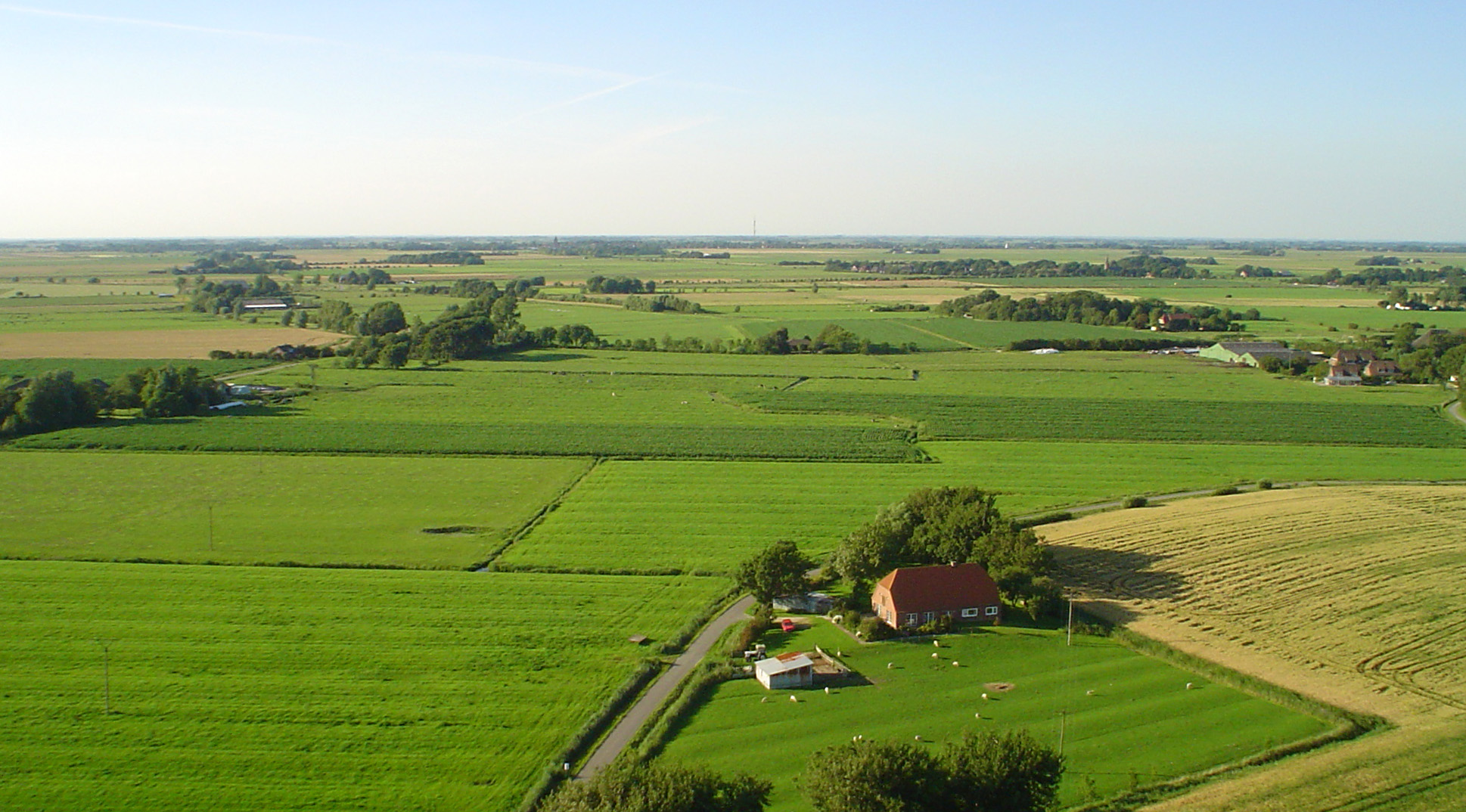
Typische Eiderstedter Landschaft

Die Nordfriesische Marsch reicht von der dänischen Grenze bis Hattstedt-Schobüll, wo ein Teil der Geest direkt an die Nordsee grenzt. Nach Westen wird sie vom Meer, nach Osten von der Geest begrenzt. Die Marsch liegt tief, größtenteils knapp unter dem Meeresspiegel. Sie entstand im Wechsel zwischen Eis- und Warmzeiten aus der sogenannten Nordfriesischen Rinne zwischen zwei Altmoränen, der heutige Geest im Osten und den Geestinseln im Westen. Bis in die Frühe Neuzeit hinein bestand das heutige Marschgebiet aus einer Vielzahl von Inseln und Halligen, die sich durch Landgewinnung und Sturmfluten in stetiger Veränderung befanden. Durch ihre Entstehungsgeschichte sind die älteren Böden im Gegensatz zu den weiter südlich gelegenen Marschgebieten wenig fruchtbar und eignen sich fast nur zur Grünlandwirtschaft. Die Besiedlung startete hier wegen der großen Flutanfälligkeit ebenfalls später als in Eiderstedt und Dithmarschen.
Die Eiderstedter Marsch liegt südlich des Geestvorsprungs bei Hattstedt-Schobüll. Sie ist landschaftlich jünger als die nordfriesische Marsch. Ein Großteil des Landes wurde erst durch Landgewinnung erschaffen, die die drei Inseln, aus denen Eiderstedt bestand, zu einer Halbinsel verband. Jüngster Koog ist das Naturschutzgebiet Katinger Watt. Die Marschgebiete werden an der Seeseite durch zwei kilometerbreite Sande begrenzt, im Süden liegt die Eider, im Südosten schließt die Marsch an die Eider-Treene-Niederung an, im Norden liegt die Nordfriesische Marsch. Die Eiderstedter Marsch ist von mehreren früheren Nehrungen durchzogen, auf denen die meisten Ortschaften liegen. Das Gebiet besitzt fruchtbare Böden. Zusammen mit der mittlerweile größtenteils ans Meer verlorenen Insel Alt-Nordstrand war Eiderstedt die Kornkammer der Gottorfer Herzöge. Das Gebiet liegt etwas höher als die nordfriesische Marsch, so dass hier eine natürliche Entwässerung möglich ist.

#### Geestgebiete auf dem Festland
Zur Schleswigschen Geest zählen die Lecker Geest und südlich davon die Bredstedt-Husumer Geest. Weiter südöstlich liegt die
zur Geest gehörende Eider-Treene-Niederung.

### Klima
Nordfriesland liegt im atlantischen Klimabereich. Der Kreis ist im Sommer verglichen mit anderen Gegenden Deutschlands vergleichsweise kühl, im Winter vergleichsweise warm, wobei sich das atlantische Klima auch im Kreisgebiet merklich von Ost nach West stärker ausprägt. Gibt es in der Geest noch etwa 190 frostfreie Tage im Jahr, sind es auf den Inseln schon 220 Tage. In den Marschen tritt Frost nur selten vor Ende Oktober und ebenso selten nach Mitte April auf.
Das Niederschlagsminimum liegt von Februar bis Juni bei 40 mm/Monat, während von August bis Oktober etwa 80 mm/Monat fallen. Dabei fällt im Sommerhalbjahr auf den Inseln, der Marsch und Eiderstedt deutlich weniger Niederschlag als auf der Geest. Die durchschnittliche Windgeschwindigkeit ist mit 7 Meter/Sekunde auf den Inseln sehr hoch und auch im restlichen Kreisgebiet deutlich höher als in den meisten Regionen Deutschlands.

## Geschichte
Zur Vorgeschichte des Kreises Nordfriesland siehe Nordfriesland#Geschichte.

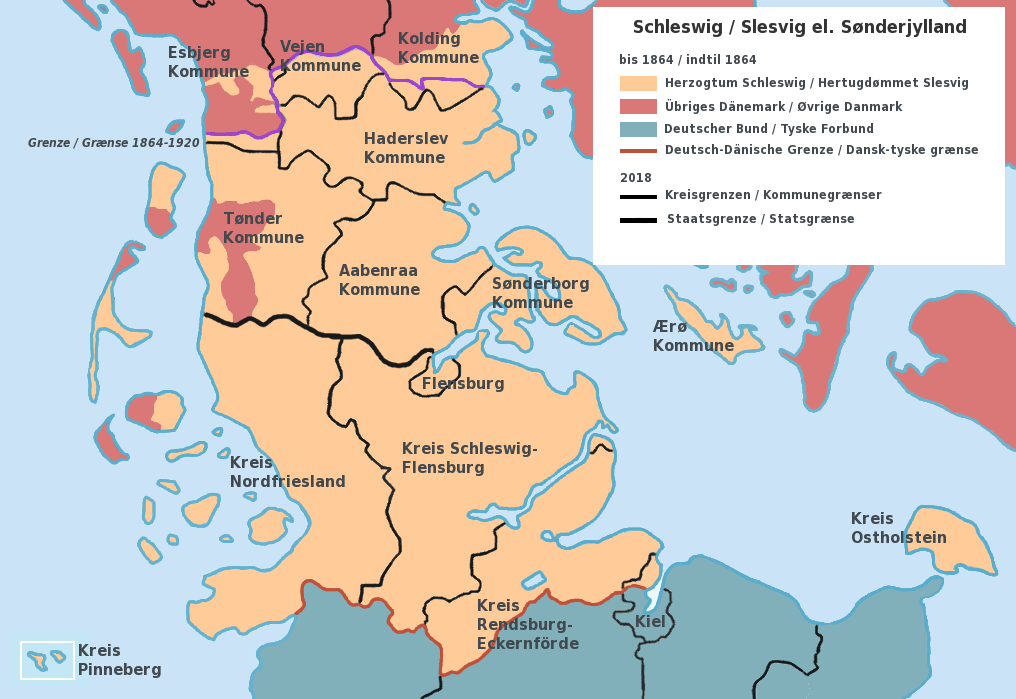
Der Kreis Nordfriesland umfasst den südwestlichen Teil des früheren Herzogtums Schleswig.

Die Geschichte von Nordfriesland als politischer und verwaltungsmäßiger Einheit nahm mit den Diskussionen Ende der 1960er Jahre und der darauf folgenden vorbereitenden Planung der Kreisreform von 1970 konkretere Form an. Nachdem Pläne zur Bildung eines solchen Kreises bereits in den 1920er Jahren erstmals durch den Nordfriesischen Verein für Heimatkunde und Heimatliebe diskutiert wurden, flammten diese im Nachkriegsdeutschland wieder auf. Im Herbst 1968 wurde in einem Gutachten vorgeschlagen, die Kreise Südtondern, Husum und Eiderstedt zu einem Großkreis zusammenzufassen. Diese Vereinigung stand im Zusammenhang mit einer Kreisreform, die ganz Schleswig-Holstein betraf und die zum Ziel hatte, die Anzahl der Kreise zu senken.
Die daraufhin erfolgten Diskussionen in den politischen und bürgerlichen Kreisen der drei Vorgängerkreise zeigten aber unterschiedliche Bilder. Auf beiden Seiten befürworteten lediglich die Vertreter des Kreises Husum diesen Zusammenschluss, sahen die Pläne doch vor, dass Husum Kreisstadt bleiben sollte. Anders sah es aber in den beiden Nachbarkreisen aus. Im damals einwohnerärmsten schleswig-holsteinischen Kreis Eiderstedt wünschten sich die politischen Vertreter einen Anschluss an den Kreis Dithmarschen, der jedoch mehrheitlich von der Bevölkerung abgelehnt wurde. Im nördlichen Nachbarkreis Südtondern verlief die Auseinandersetzung besonders eng. Auf politischer Seite stimmte der Kreistag mit den Stimmen der Parteien CDU, SPD und FDP gegen eine Zusammenlegung. Lediglich die beiden Vertreter des SSW, Carsten Boysen und Ernst Meyer, sprachen sich für die Reform aus. Auf bürgerschaftlicher Seite wurde eine Bürgeraktion Gerechtigkeit für Südtondern gegründet. Die meisten hofften darauf, die Eigenständigkeit halten zu können. Als Kompromiss wurde lediglich die Alternative genannt, wonach Südtondern höchstens mit dem Kreis Husum (ohne Eiderstedt) zusammengeführt werden und Niebüll Kreisstadt bleiben sollte.
Verantwortlich für die Neugliederung war schließlich das Abstimmungsergebnis im Schleswig-Holsteinischen Landtag. Hier wurde die Entscheidung zugunsten des im Gutachten empfohlenen Regionszuschnitts getroffen. Trotz der Gegenstimme des Südtonderaner CDU-Wahlkreisabgeordneten und verschiedener SPD-Oppositionspolitiker erhielt der Gesetzesvorschlag die Mehrheit von einer Stimme. Es war die des nordfriesischen SSW-Abgeordneten Berthold Bahnsen. Somit war die nordfriesische Kreisbildung also nicht durch freien Entschluss der Nordfriesen selbst herbeigeführt worden. Im Zusammenhang mit einer Kommunalwahl wurden die Kreise wie geplant am 26. April 1970 zusammengelegt. Die drei Kreise Eiderstedt, Husum und Südtondern (bis auf sechs Gemeinden) sowie drei Gemeinden des vormaligen Kreises Schleswig wurden zum neuen „Kreis Nordfriesland“ mit Sitz in Husum vereinigt.

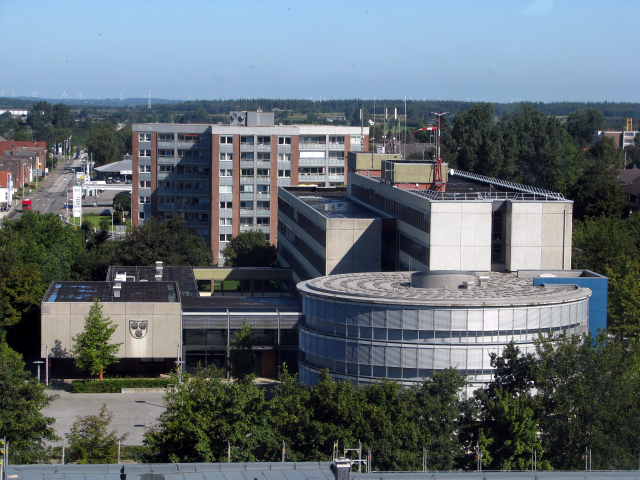
Das Kreishaus in Husum

Auf einer Teilfläche des frei gewordenen Geländes des traditionsreichen Husumer Viehmarkts entstand das neue zentrale Verwaltungsgebäude mitsamt Besucher- und Mitarbeiterparkplätzen.
Bei den Kreistagswahlen 1978 kamen im Kreis Nordfriesland und im Kreis Steinburg zum ersten Mal in Deutschland Grüne Listen, die Vorläufer von Bündnis 90/Die Grünen, über die Fünf-Prozent-Hürde.
Seit 2004 ist der Kreis Nordfriesland anerkannte Optionskommune für Leistungen nach dem SGB II. Hierzu wurden in Westerland, Wyk auf Föhr, Leck, Niebüll, Breklum, Husum und Tönning Sozialzentren eingerichtet.

### Einwohnerstatistik

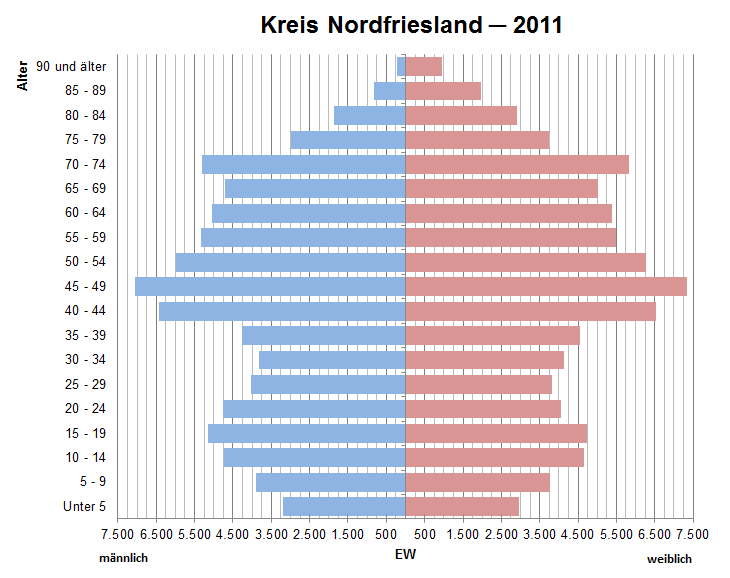
Bevölkerungspyramide für den Kreis Nordfriesland (Datenquelle: Zensus 2011)

Die Einwohnerzahlen bis 1970 beziehen sich auf den Gebietsstand am 27. Mai 1970.
| Jahr            | Einwohner |
| --------------- | --------- |
| 1871 (1. Dez.)  | 84.620    |
| 1885 (1. Dez.)  | 84.400    |
| 1895 (2. Dez.)  | 84.690    |
| 1905 (1. Dez.)  | 88.820    |
| 1925 (16. Juni) | 96.610    |
| 1939 (17. Mai)  | 110.572   |
| 1950 (13. Sep.) | 179.330   |

| Jahr            | Einwohner |
| --------------- | --------- |
| 1961 (6. Juni)  | 143.715   |
| 1970 (27. Mai)  | 156.415   |
| 1987 (25. Mai)  | 150.220   |
| 2002 (30. Juni) | 165.795   |
| 2007 (31. Dez.) | 166.727   |
| 2012 (31. Dez.) | 162.237   |
| 2021 (31. Dez.) | 167.560   |

### Konfessionsstatistik
Gemäß dem Zensus 2011 waren 65,5 % der 163.665 Einwohner evangelisch, 5,4 % römisch-katholisch und 29,1 % waren konfessionslos, gehörten einer anderen Glaubensgemeinschaft an oder machten keine Angabe. Der Anteil der Protestanten an der Gesamtbevölkerung sinkt seitdem jährlich um 1 Prozentpunkt. Gemäß dem Zensus 2022 waren (15. Mai 2022) 53,2 % der Einwohner evangelisch, 5,5 % katholisch und 41,3 % waren konfessionslos, gehörten einer anderen Glaubensgemeinschaft an oder machten keine Angabe. Der Kreis Nordfriesland war im Jahr 2022 einer von drei Kreisen in Schleswig-Holstein, die eine knappe evangelische Mehrheit hatten.
Laut kirchliche Statistik waren im Dezember 2022 5,8 % (9.846) der Einwohner Katholiken. Am 30. April 2023 waren 51,6 % (87.602 der 169.673) Einwohner evangelisch, fast 2 % weniger als im Vorjahr, am 31. Dezember 2023 waren 50,5 % der Einwohner evangelisch.

## Politik

### Landräte
Folgende Personen waren seit der Kreisbildung Leiter der Verwaltung:
- 1970–1987: Klaus Petersen, CDU
- 1987–1993: Lothar Blatt, parteilos
- 1993–2007: Olaf Bastian, CDU
- 2007:00000 Jörg Friedrich von Sobbe, CDU (kommissarisch)
- 2007–2019: Dieter Harrsen, Wählergemeinschaft Nordfriesland (nominiert von SPD, SSW und Wählergemeinschaft Nordfriesland)
- 2019– 0000: Florian Lorenzen, CDU

### Kreistag
| Kreistagswahl Nordfriesland 2023Wahlbeteiligung: 53,4 % 403020100 33,616,514,712,79,46,34,61,21,0 CDUSPDSSWGrüneWGNFAfDFDPLinkeZ.Gewinne und Verlusteim Vergleich zu 2018 %p 8 6 4 2 0 −2 −4−3,6−3,1+7,4−1,1+0,5+2,5−0,4−1,4−0,9CDUSPDSSWGrüneWGNFAfDFDPLinkeZ. | Sitzverteilung im Kreistag Nordfriesland seit 2023Insgesamt 65 Sitze - Linke: 1 - SPD: 11 - Grüne: 8 - SSW: 9 - WGNF: 6 - Z.: 1 - FDP: 3 - CDU: 22 - AfD: 4 |

| Parteien und Wählergemeinschaften | Parteien und Wählergemeinschaften           | Prozent 2023 | Sitze 2023 | Prozent 2018 | Sitze 2018 | Prozent 2013 | Sitze 2013 |
| --------------------------------- | ------------------------------------------- | ------------ | ---------- | ------------ | ---------- | ------------ | ---------- |
| CDU                               | Christlich Demokratische Union Deutschlands | 33,6         | 22         | 37,2         | 21         | 39,6         | 21         |
| SPD                               | Sozialdemokratische Partei Deutschlands     | 16,5         | 11         | 19,6         | 11         | 24,1         | 12         |
| GRÜNE                             | Bündnis 90/Die Grünen                       | 12,7         | 8          | 13,8         | 8          | 9,9          | 5          |
| WGNF                              | Wählergemeinschaft Nordfriesland            | 9,4          | 6          | 8,9          | 5          | 10,5         | 5          |
| SSW                               | Südschleswigscher Wählerverband             | 14,7         | 9          | 7,3          | 4          | 9,2          | 5          |
| FDP                               | Freie Demokratische Partei                  | 4,6          | 3          | 5,0          | 3          | 3,7          | 2          |
| AfD                               | Alternative für Deutschland                 | 6,3          | 4          | 3,6          | 2          | –            | –          |
| LINKE                             | Die Linke                                   | 1,2          | 1          | 2,6          | 1          | 1,3          | 1          |
| ZUKUNFT                           | Zukunft. Nordfriesland                      | 1,0          | 1          | 1,9          | 1          | –            | –          |
| PIRATEN                           | Piratenpartei Deutschland                   | –            | –          | –            | –          | 1,8          | 1          |
| Gesamt                            | Gesamt                                      | 100          | 65         | 100          | 56         | 100          | 52         |
| Wahlbeteiligung                   | Wahlbeteiligung                             | 53,4 %       | 53,4 %     | 51,1 %       | 51,1 %     | 51,2 %       | 51,2 %     |

Die politische Ausrichtung des Kreises wird durch den Kreistag bestimmt. Das Gremium wird alle fünf Jahre im Rahmen der schleswig-holsteinischen Kommunalwahl neu bestimmt. Parteien mit weniger als drei Sitzen können nach neuem Kommunalrecht in Schleswig-Holstein keine Fraktionen mehr bilden. 

### Weitere bedeutsame politische Ämter
Im Bereich des Kreises Nordfriesland gibt es seit der Landtagswahl 2012 zwei Wahlkreise (vorher drei). Es handelt sich um die Wahlkreise Südtondern und Husum. Direkt gewählte Abgeordnete sind die beiden CDU-Abgeordneten Ingbert Liebing (Südtondern) und Klaus Jensen (Husum).
Im Bundestag werden die Interessen des Kreises durch den direkt gewählten Abgeordneten des Wahlkreises 2 (Nordfriesland-Dithmarschen Nord) vertreten. In der gegenwärtigen Wahlperiode ist dies Astrid Damerow (CDU). Einer ihrer Vorgänger war Peter Harry Carstensen. Dieser von Nordstrand stammende Abgeordnete gab das Mandat zugunsten seines Ministerpräsidentenpostens in Schleswig-Holstein ab.

### Wappen und Flagge

Die Flagge des Kreises

Blasonierung: „In Blau drei goldene dreimastige Schiffe im Stil des 16. Jahrhunderts in der Stellung 2 : 1 mit goldenen Segeln und roten Wimpeln; auf den Großsegeln je ein rotes Beizeichen (1. Pflug, 2. Fisch, 3. Stierkopf).“
Das Wappen beruht mit Modifikationen auf dem historischen Wappen von 1613 des alten Kreises Eiderstedt. Es entstand 1970 bei der Zusammenlegung der drei Kreise Südtondern, Husum und Eiderstedt und ist in den friesischen Farben Blau, Gold und Rot gehalten. Die drei Schiffe symbolisieren dabei sowohl die friesische Einheit als auch die Bedeutung, die Meer und Schifffahrt immer für den Kreis hatten. Pflug und Stierkopf stehen für die Landwirtschaft im Kreis, der Fisch für den Fischfang. Fisch und Stierkopf stammen dabei ebenfalls aus dem Eiderstedter Wappen. Der Fisch entspricht dem Sylter Hering, dem Symbol der Insel Sylt.
Flagge: „In der Mitte eines blauen, oben und unten von je zwei schmalen Streifen, einem äußeren roten und einem inneren goldenen, eingefassten Feldes die drei Schiffe des Wappens (2 : 1), etwas zur Stange hin verschoben.“

### Partnerschaften
Offizielle politische Partnerschaften zu anderen Kreisen bestehen nicht. Dafür pflegt man eine Patenschaft zu den polnischen Gebietskörperschaften der Insel Wollin, Cammin und dem Netzekreis.

## Wirtschaft
Im Zukunftsatlas 2019 belegte der Landkreis Nordfriesland Platz 314 von 401 Landkreisen, Kommunalverbänden und kreisfreien Städten in Deutschland und zählt damit zu den Regionen mit „leichten Risiken“.
Die Wirtschaftsstruktur des Kreises ist überwiegend von kleinen und mittleren Unternehmen geprägt. Zu den Schwerpunkt-Branchen gehören der Tourismus und die Windenergie-Unternehmen. Eine immer noch hohe Bedeutung hat die Landwirtschaft, die nach wie vor das Erscheinungsbild des Kreises prägt. Hauptverkehrsrouten sind die nord-südlich durch den Kreis führende B5 sowie die Bahnverbindung Hamburg-Westerland mit Verlängerung nach Esbjerg.

## Industrie- und Handelskammer
Die für Unternehmen im Kreis zuständige Industrie- und Handelskammer ist die Industrie- und Handelskammer zu Flensburg. Sie ist in Husum mit einer Geschäftsstelle vor Ort vertreten.

## Gemeinden
(Einwohner am 31. Dezember 2023)
Amtsfreie Gemeinden
1. Friedrichstadt, Stadt (2558)
2. Husum, Stadt (23.960)
3. Reußenköge (304)
4. Sylt (14.356)
5. Tönning, Stadt (4831)

Ämter mit amtsangehörigen Gemeinden (* = Sitz der Amtsverwaltung)
1. Amt Eiderstedt (11.144)
  1. Kirchspiel Garding (318)
  2. Garding*, Stadt (2773)
  3. Grothusenkoog (26)
  4. Katharinenheerd (176)
  5. Kotzenbüll (182)
  6. Norderfriedrichskoog (48)
  7. Oldenswort (1268)
  8. Osterhever (215)
  9. Poppenbüll (237)
  10. Sankt Peter-Ording (3724)
  11. Tating (991)
  12. Tetenbüll (590)
  13. Tümlauer-Koog (106)
  14. Vollerwiek (212)
  15. Welt (187)
  16. Westerhever (91)
2. Amt Föhr-Amrum (10.373)
  1. Alkersum (403)
  2. Borgsum (309)
  3. Dunsum (75)
  4. Midlum (452)
  5. Nebel (908)
  6. Nieblum (548)
  7. Norddorf auf Amrum (538)
  8. Oevenum (450)
  9. Oldsum (557)
  10. Süderende (186)
  11. Utersum (388)
  12. Witsum (41)
  13. Wittdün auf Amrum (776)
  14. Wrixum (583)
  15. Wyk auf Föhr*, Stadt (4159)
3. Amt Landschaft Sylt (4264)
(Sitz: Sylt)
  1. Hörnum (Sylt) (844)
  2. Kampen (Sylt) (517)
  3. List auf Sylt (1481)
  4. Wenningstedt-Braderup (Sylt) (1422)
4. Amt Mittleres Nordfriesland (21.802)
  1. Ahrenshöft (556)
  2. Almdorf (539)
  3. Bargum (662)
  4. Bohmstedt (820)
  5. Bordelum (2066)
  6. Bredstedt*, Stadt (5763)
  7. Breklum (2355)
  8. Drelsdorf (1292)
  9. Goldebek (388)
  10. Goldelund (408)
  11. Högel (487)
  12. Joldelund (837)
  13. Kolkerheide (84)
  14. Langenhorn (3351)
  15. Lütjenholm (346)
  16. Ockholm (320)
  17. Sönnebüll (314)
  18. Struckum (1020)
  19. Vollstedt (194)
5. Amt Nordsee-Treene (25.048)
  1. Arlewatt (347)
  2. Drage (656)
  3. Elisabeth-Sophien-Koog (60)
  4. Fresendelf (84)
  5. Hattstedt (2605)
  6. Hattstedtermarsch (295)
  7. Horstedt (805)
  8. Hude (175)
  9. Koldenbüttel (921)
  10. Mildstedt* (3924)
  11. Nordstrand (2289)
  12. Oldersbek (761)
  13. Olderup (454)
  14. Ostenfeld (Husum) (1558)
  15. Ramstedt (432)
  16. Rantrum (1995)
  17. Schwabstedt (1363)
  18. Seeth (1908)
  19. Simonsberg (826)
  20. Süderhöft (16)
  21. Südermarsch (140)
  22. Uelvesbüll (296)
  23. Winnert (725)
  24. Wisch (109)
  25. Wittbek (800)
  26. Witzwort (1043)
  27. Wobbenbüll (461)
6. Amt Pellworm (1440)
(Sitz: Husum)
  1. Gröde (7)
  2. Hallig Hooge (107)
  3. Langeneß (126)
  4. Pellworm (1200)
7. Amt Südtondern (40.430)
  1. Achtrup (1555)
  2. Aventoft (404)
  3. Bosbüll (277)
  4. Braderup (665)
  5. Bramstedtlund (218)
  6. Dagebüll (932)
  7. Ellhöft (105)
  8. Emmelsbüll-Horsbüll (909)
  9. Enge-Sande (1180)
  10. Friedrich-Wilhelm-Lübke-Koog (166)
  11. Galmsbüll (534)
  12. Holm (98)
  13. Humptrup (754)
  14. Karlum (212)
  15. Klanxbüll (1011)
  16. Klixbüll (1051)
  17. Ladelund (1454)
  18. Leck (7867)
  19. Lexgaard (58)
  20. Neukirchen (1145)
  21. Niebüll*, Stadt (10.166)
  22. Risum-Lindholm (3910)
  23. Rodenäs (392)
  24. Sprakebüll (288)
  25. Stadum (924)
  26. Stedesand (890)
  27. Süderlügum (2316)
  28. Tinningstedt (242)
  29. Uphusum (353)
  30. Westre (354)
8. Amt Viöl (9538)
  1. Ahrenviöl (528)
  2. Ahrenviölfeld (227)
  3. Behrendorf (570)
  4. Bondelum (179)
  5. Haselund (945)
  6. Immenstedt (692)
  7. Löwenstedt (705)
  8. Norstedt (386)
  9. Oster-Ohrstedt (669)
  10. Schwesing (928)
  11. Sollwitt (302)
  12. Viöl* (2280)
  13. Wester-Ohrstedt (1127)

### Gebietsveränderungen

#### Gemeinden
Die folgende Liste enthält die Gemeinden des Kreises Nordfriesland, die nach 1970 in andere Gemeinden eingegliedert wurden:
| Gemeinde                 | eingemeindet nach   | Datum der Eingemeindung |
| ------------------------ | ------------------- | ----------------------- |
| Augustenkoog             | Osterhever          | 1. Januar 2002          |
| Christian-Albrechts-Koog | Galmsbüll           | 1. Februar 1974         |
| Emmelsbüll               | Emmelsbüll-Horsbüll | 1. Februar 1974         |
| Enge                     | Enge-Sande          | 1. Februar 1974         |
| Engerheide               | Enge-Sande          | 1. Februar 1974         |
| Fahretoft                | Dagebüll            | 1. Januar 1978          |
| Hochviöl                 | Viöl                | 1. Juli 1976            |
| Hollbüllhuus             | Schwabstedt         | 1. Januar 1976          |
| Holzacker                | Stadum              | 1. Februar 1974         |
| Horsbüll                 | Emmelsbüll-Horsbüll | 1. Februar 1974         |
| Hoxtrup                  | Viöl                | 1. Juli 1976            |
| Ipernstedt               | Rantrum             | 1. Juli 1974            |
| Juliane-Marienkoog       | Dagebüll            | 1. Januar 1978          |
| Kating                   | Tönning             | 1. Januar 1974          |
| Kirchspiel Tönning       | Tönning             | 1. Januar 1974          |
| Kleiseerkoog             | Galmsbüll           | 1. Februar 1974         |
| Klintum                  | Leck                | 1. Januar 1974          |
| Knorburg                 | Enge-Sande          | 1. Februar 1974         |
| Lütjenhorn               | Achtrup             | 1. Februar 1974         |
| Marienkoog               | Galmsbüll           | 1. Februar 1974         |
| Oster-Schnatebüll        | Leck                | 1. Januar 1974          |
| Rantum                   | Sylt                | 1. Januar 2009          |
| Rosendahl                | Mildstedt           | 1. Februar 1974         |
| Sande                    | Enge-Sande          | 1. Februar 1974         |
| Schardebüll              | Enge-Sande          | 1. Februar 1974         |
| Schobüll                 | Husum               | 1. Januar 2007          |
| Schwabstedter Westerkoog | Schwabstedt         | 1. Januar 1975          |
| Soholm                   | Enge-Sande          | 1. Februar 1974         |
| Störtewerkerkoog         | Stedesand           | 1. Februar 1974         |
| Sylt-Ost                 | Sylt                | 1. Januar 2009          |
| Waygaard                 | Dagebüll            | 1. Januar 1978          |
| Westerland, Stadt        | Sylt                | 1. Januar 2009          |
| Wester-Schnatebüll       | Stedesand           | 1. Februar 1974         |

#### Ämter
- Eingliederung der amtsfreien Gemeinde List in das Amt Landschaft Sylt (1. Januar 2004)
- Eingliederung der amtsfreien Stadt Garding in das Amt Eiderstedt (1. Januar 2006)
- Bildung des Amtes Föhr-Amrum aus den aufgelösten Ämtern Amrum, Föhr-Land und der bis dahin amtsfreien Stadt Wyk auf Föhr (1. Januar 2007)
- Bildung des Amtes Nordsee-Treene aus den aufgelösten Ämtern Friedrichstadt (außer Stadt Friedrichstadt, die amtsfrei wird), Hattstedt, Nordstrand und Treene (1. Januar 2008)
- Bildung des Amtes Südtondern aus den aufgelösten Ämtern Bökingharde, Karrharde, Süderlügum und Wiedingharde sowie aus der bis dahin amtsfreien Gemeinde Leck und der bis dahin amtsfreien Stadt Niebüll (1. Januar 2008)
- Eingliederung der amtsfreien Gemeinde Sankt Peter-Ording in das Amt Eiderstedt (1. Januar 2008)
- Bildung des Amtes Mittleres Nordfriesland aus den aufgelösten Ämtern Bredstedt-Land und Stollberg sowie der bis dahin amtsfreien Stadt Bredstedt (1. April 2008)

## Schutzgebiete
Im Landkreis befinden sich 33 ausgewiesene Naturschutzgebiete (Stand Februar 2017).

## Kfz-Kennzeichen
Bei der Bildung des neuen Kreises wurde am 26. April 1970 das Unterscheidungszeichen NF zugeteilt. Es wird bis heute ausgegeben.